# Кукарино (Московская область)
Кукарино — деревня в Можайском районе Московской области, в составе городского поселения Можайск. В деревне числится 1 улица Стрелецая. До 2006 года Кукарино было центром Кукаринского сельского округа.
Деревня расположена в центральной части района, фактически — западная окраина Можайска. Высота центра над уровнем моря 207 м. Ближайшие населённые пункты — Заречная Слобода и Новая.

## Население
| 2002 | 2006 | 2010 |
| ---- | ---- | ---- |
| 206  | ↘165 | ↗171 |